# Renato Antonioli
Renato Antonioli (ur. 6 września 1953 r.) – włoski narciarz alpejski. Nie startował na żadnych igrzyskach olimpijskich ani mistrzostwach świata. Najlepsze wyniki w Pucharze Świata osiągnął w sezonie 1977/1978, kiedy to zajął 32. miejsce w klasyfikacji generalnej.

## Sukcesy

### Puchar Świata

#### Miejsca w klasyfikacji generalnej
- 1977/1978 – 32.

#### Miejsca na podium
1. Kitzbühel – 20 stycznia 1978 (zjazd) – 3. miejsce